# Hieracium bernardii
Hieracium bernardii es una especie de planta con flor del género Hieracium, de la familia Asteraceae, orden Asterales.

## Distribución
Hieracium bernardii se distribuye por Italia.

## Taxonomía
Fue descrita científicamente por Rouy. Fue publicada en Fl. France 9: 434 (1905).